# L'Appel
L'Appel: organe de la Ligue française d'épuration, d'entraide sociale et de collaboration européenne, è stata una rivista collaborazionista francese fondata da Pierre Costantini del Partito Popolare Francese (PPF). I due collaboratori principali del periodico furono Robert J. Courtine e Paul Riche. Il direttore fu Augustin Raymond e il primo numero apparve il 6 marzo 1941.
La rivista è tutt'oggi conosciuta per i testi dello scrittore Louis-Ferdinand Céline apparsi durante l'Occupazione. Anche Michel Audiard collaborò a L'Appel.